# Tom Morris
Tom Morris (Stamford, 22 giugno 1964) è un regista teatrale, drammaturgo e produttore teatrale britannico.

## Biografia
Fratello minore del comico Chris Morris, Tom Morris ha studiato dai gesuiti e poi si è laureato in letteratura inglese al Pembroke College dell'Università di Cambridge nel 1986. Tra il 1988 e il 1994 ha insegnato nelle scuole e lavorato come giornalista e critico, pubblicando articoli sul Times Literary Supplement, The Independent, The Sunday Times, The Daily Telegraph, The Guardian, The Observer e per la BBC. Dopo aver recitato, scritto e diretto all'Edinburgh Fringe Festival, dal 1994 al 2004 è stato direttore artistico del Battersea Arts Centre, mentre dal 2004 è regista associato al National Theatre. Dal 2009 è direttore artistico del Bristol Old Vic. Nel 2007 ha co-diretto con Marianne Elliott la prima di War Horse al National Theatre e successivamente nel 2011 è tornato a dirigere l'opera anche a Broadway; sia la Elliott che Morris sono stati premiati con il Tony Award alla miglior regia di un'opera teatrale.

## Noti
1. ↑  (EN) TLS - Times Literary Supplement, su TLS. URL consultato il 12 aprile 2021.
2. ↑   Tom Morris interview, su telegraph.co.uk. URL consultato il 12 aprile 2021.
3. ↑   Swallows and Amazons, Bristol Old Vic, review, su telegraph.co.uk. URL consultato il 12 aprile 2021.
4. ↑  (EN) Sonia Friedman in the Queen's birthday honours list | WhatsOnStage, su whatsonstage.com. URL consultato il 12 aprile 2021.